# 閃光 (UAの曲)
『閃光』（せんこう）は、2002年7月24日に歌手のUAが発売した14枚目のシングル。

## 解説
- ソロ名義としては約3年ぶりとなるシングル。
- UAが、初めて作曲およびプロデュースを手がけた楽曲。
- シングルバージョンと『泥棒』に収録されているアルバムバージョンではアレンジャーが異なり、シングルバージョンはレイ・ハラカミ、アルバムバージョンはASA-CHANGが編曲を担当している。
- 自身出演の映画『水の女』主題歌。

## 収録曲
| 全作詞・作曲: UA。 |                                                     |       |            |      |
| #                  | タイトル                                            | 作詞  | 作曲・編曲 | 時間 |
| 1.                 | 「閃光」                                            | UA    | UA         | 6:08 |
| 2.                 | 「閃光 (Instrumental / Rei Harakami Original Mix)」 | UA    | UA         | 6:06 |
| 3.                 | 「閃光 (Enhanced Video Track)」(VICL-35421 のみ)    | UA    | UA         |      |
| 合計時間:          | 合計時間:                                           | 12:14 |            |      |

## クレジット[6]

### 閃光
- 作詞、作曲：UA
- 編曲：レイ・ハラカミ
- コーラス・アレンジ：朝本浩文
- upright bass : 鈴木正人
- drums : ASA-CHANG

- Recorded and mixed at Victor Studios in Tokyo.
- recorded/mixed by レイ・ハラカミ、太田桜子
- プロデューサー: UA、レイ・ハラカミ

### 閃光 (Instrumental)
- mixed by レイ・ハラカミ
- recorded and mixed Harakami's Room in Kyoto.

### 閃光 (Enhanced Video Track)
- MV directed by UA & 辻川幸一郎
- ビジュアルプランニング：中尾健二
- Location Co-ordination – Kiyohito Nishikawa
- Shooting Co-ordination – 須藤麻夕子

### パッケージ
- ヘアー・メイクアップ：加茂克地
- スタイリスト: 伏見京子
- Art Direction & Photography : Zoren Gold
- Design, Art Direction, Photography By – Minori Murakami
- Design – 中川優
- Mastered at JVC Mastering Center in Tokyo.
- Mastered By – Tohru Kotetsu

## リリース日一覧
| 地域 | リリース日    | レーベル          | 規格                        | 規格品番   | 備考 |
| ---- | ------------- | ----------------- | --------------------------- | ---------- | ---- |
| 日本 | 2002年7月24日 | SPEEDSTAR RECORDS | エンハンス マキシ・シングル | VICL-35421 |      |
| 日本 | 2002年7月24日 | SPEEDSTAR RECORDS | マキシ・シングル            | VICL-35422 |      |
| 日本 | 2002年7月24日 | SPEEDSTAR RECORDS | 12インチシングル            | VIJL-60092 |      |
| 日本 | 2007年8月22日 | SPEEDSTAR RECORDS | 音楽配信                    | -          |      |

## タイアップ
| 年            | 曲名 | タイアップ           |
| ------------- | ---- | -------------------- |
| 2002年11月9日 | 閃光 | 映画『水の女』主題歌 |

## 収録アルバム
- オリジナル『泥棒』（2002年9月19日、アルバムバージョン）
- ベスト『Illuminate 〜the very best songs〜』（2003年9月17日、シングルバージョン）

### 音楽配信
- 閃光 - mora
- 閃光 - AWA
- 閃光 - YouTube Music プレイリスト
- 閃光 - Spotify
- 閃光 - Apple Music